# Joan Marie Aylward
Pour les articles homonymes, voir Aylward.
Joan Marie J. Aylward, née en 1956, est une infirmière et femme politique canadienne, lieutenante-gouverneure de Terre-Neuve-et-Labrador depuis le 14 novembre 2023. Elle a été députée à la Chambre d'assemblée de Terre-Neuve-et-Labrador de 1996 à 2003.

## Biographie
Joan Marie Aylward naît en 1956. Elle étudie en soins infirmiers à l'Université Memorial de Terre-Neuve,. Une fois diplômée, elle travaille comme infirmière en soins intensifs pendant cinq ans à l'hôpital St. Clare's Mercy de Saint-Jean-de-Terre-Neuve,. Elle est enseignante à la St. Clare's School of Nursing de 1984 à 1990, puis devient présidente de l'Union des infirmiers et infirmières de Terre-Neuve-et-Labrador (NLNU), jusqu'en 1996,.
Alors présidente de la NLNU depuis cinq ans et demi, Aylward se présente sous la bannière du Parti libéral aux élections provinciales de 1996 et fait son entrée dans la Chambre d'assemblée de Terre-Neuve-et-Labrador,. Elle est nommée ministre des Services sociaux durant son premier mandat et tient son portfolio jusqu'en 1997, avant d'être nommée ministre de la Santé,. Réélue aux élections provinciales de 1999 dans un vote très serré, elle ne devient plus ministre de la Santé en 2000 dû à sa nomination en tant que ministre des Affaires municipales et provinciales,. En 2001, elle devient ministre des Finances et présidente du Conseil du trésor, la première nommée à ce poste dans l'histoire de la province. Elle annonce son premier budget provincial le 22 mars 2001, annonçant notamment un déficit de 30,5 millions de dollars canadiens. Elle perd sa réélection durant les élections provinciales de 2003 au profit du candidat progressiste-conservateur Shawn Skinner (en).
Après sa sortie de la politique provinciale, elle devient administratrice pour plusieurs sociétés locales, dont la St. Patrick's Mercy Home à partir de 2011,. Elle est également vice-présidente du conseil des Relations syndicales de Terre-Neuve-et-Labrador à partir de 2018,. Le 12 octobre 2023, le premier ministre canadien Justin Trudeau annonce sa nomination au poste de lieutenante-gouverneure de Terre-Neuve-et-Labrador pour le 14 novembre de la même année,.
Elle est mariée à M. Gordon, avec qui elle a trois enfants.

## Résultats électoraux
| Inscrits                 | Inscrits                      | Inscrits                                                   | 10 236    |             |  |  |
| Abstentions              | Abstentions                   | Abstentions                                                | 4 127     | 40,32 %     |  |  |
| Votants                  | Votants                       | Votants                                                    | 6 109     | 59,68 %     |  |  |
|                          |                               |                                                            |           |             |  |  |
| Bulletins enregistrés    | Bulletins enregistrés         | Bulletins enregistrés                                      | 6 109     |             |  |  |
| Bulletins blancs ou nuls | Bulletins blancs ou nuls      | Bulletins blancs ou nuls                                   | 41        | 0,67 %      |  |  |
| Suffrages exprimés       | Suffrages exprimés            | Suffrages exprimés                                         | 6 068     | 99,33 %     |  |  |
|                          |                               |                                                            |           |             |  |  |
|                          | Candidat                      | Parti                                                      | Suffrages | Pourcentage |  |  |
|                          | Shawn Skinner (en)            | Parti progressiste-conservateur de Terre-Neuve-et-Labrador | 3 349     | 55,19 %     |  |  |
|                          | Joan Marie Aylward (sortante) | Parti libéral de Terre-Neuve-et-Labrador                   | 1 763     | 29,05 %     |  |  |
|                          | Carol Cantwell                | Nouveau Parti démocratique de Terre-Neuve-et-Labrador      | 956       | 15,75 %     |  |  |

| Inscrits                 | Inscrits                      | Inscrits                                                   | 10 317    |             |  |  |
| Abstentions              | Abstentions                   | Abstentions                                                | 4 101     | 39,75 %     |  |  |
| Votants                  | Votants                       | Votants                                                    | 6 216     | 60,25 %     |  |  |
|                          |                               |                                                            |           |             |  |  |
| Bulletins enregistrés    | Bulletins enregistrés         | Bulletins enregistrés                                      | 6 216     |             |  |  |
| Bulletins blancs ou nuls | Bulletins blancs ou nuls      | Bulletins blancs ou nuls                                   | 44        | 0,71 %      |  |  |
| Suffrages exprimés       | Suffrages exprimés            | Suffrages exprimés                                         | 6 172     | 99,29 %     |  |  |
|                          |                               |                                                            |           |             |  |  |
|                          | Candidat                      | Parti                                                      | Suffrages | Pourcentage |  |  |
|                          | Joan Marie Aylward (sortante) | Parti libéral de Terre-Neuve-et-Labrador                   | 2 609     | 42,27 %     |  |  |
|                          | Paul Brown                    | Parti progressiste-conservateur de Terre-Neuve-et-Labrador | 2 443     | 39,58 %     |  |  |
|                          | Valerie Long                  | Nouveau Parti démocratique de Terre-Neuve-et-Labrador      | 1 120     | 18,15 %     |  |  |

| Inscrits                 | Inscrits                 | Inscrits                                                   | 9 147     |             |  |  |
| Abstentions              | Abstentions              | Abstentions                                                | 3 121     | 34,12 %     |  |  |
| Votants                  | Votants                  | Votants                                                    | 6 026     | 65,88 %     |  |  |
|                          |                          |                                                            |           |             |  |  |
| Bulletins enregistrés    | Bulletins enregistrés    | Bulletins enregistrés                                      | 6 026     |             |  |  |
| Bulletins blancs ou nuls | Bulletins blancs ou nuls | Bulletins blancs ou nuls                                   | 35        | 0,58 %      |  |  |
| Suffrages exprimés       | Suffrages exprimés       | Suffrages exprimés                                         | 5 991     | 99,42 %     |  |  |
|                          |                          |                                                            |           |             |  |  |
|                          | Candidat                 | Parti                                                      | Suffrages | Pourcentage |  |  |
|                          | Joan Marie Aylward       | Parti libéral de Terre-Neuve-et-Labrador                   | 2 579     | 43,05 %     |  |  |
|                          | Paul Brown               | Parti progressiste-conservateur de Terre-Neuve-et-Labrador | 2 254     | 37,62 %     |  |  |
|                          | Wayne Lucas              | Nouveau Parti démocratique de Terre-Neuve-et-Labrador      | 1 158     | 19,33 %     |  |  |

## Distinctions
Le 6 février 2002, elle reçoit la Médaille du jubilé d'or d'Élisabeth II. Le 6 mai 2023, elle reçoit la Médaille du couronnement de Charles III.
Joan Marie Aylward est faite Dame de justice du Très vénérable ordre de Saint-Jean le 14 novembre 2023, et est également chancelière de l'ordre de Terre-Neuve-et-Labrador (en) depuis cette même date..